# Madatyphlops rajeryi
Espèce
Synonymes
- Typhlops rajeryi Renoult & Raselimanana, 2009

Statut de conservation UICN

 DD  : Données insuffisantes
Madatyphlops rajeryi est une espèce de serpents de la famille des Typhlopidae. 

## Répartition
Cette espèce est endémique de Madagascar. Elle a été découverte à Ranomafana à 918 m d'altitude.

## Étymologie
Cette espèce est nommée en l'honneur du naturaliste Émile Rajeryiarison.

## Publication originale
- Renoult & Raselimanana, 2009 : A new species of Malagasy blind snake of the genus Typhlops Oppel (Serpentes: Typhlopidae). Zootaxa, no 2290, p. 65-68